# Кубок світу з біатлону 2019—2020 — етап 5
П'ятий етап Кубка світу з біатлону 2019—20 відбувався в Рупольдингу, Німеччина, з 15 по 19 січня 2020 року. До програми етапу було включено 6 гонок:  спринт, переслідування   та естафета у чоловіків і жінок.

## Чоловіки
| Гонка:                 | Золото:                                                            | Час                                                       | Срібло:                                                                    | Час                                                       | Бронза:                                                               | Час                               |
| Спринт 10 км           | Мартен Фуркад Франція                                              | 22:41.5 (0+0)                                             | Кантен Фійон Майє Франція                                                  | 22:44.6 (0+0)                                             | Бенедікт Долль Німеччина                                              | 22:53.5 (0+0)                     |
| Переслідування 12,5 км | Мартен Фуркад Франція                                              | 31:26.8 (0+0+0+0)                                         | Кантен Фійон Майє Франція                                                  | 31:44.4 (0+0+1+1)                                         | Ветле Шостад Крістіансен Норвегія                                     | 32:12.8 (0+0+0+1)                 |
| Естафета 4х7,5 км      | Франція Емільєн Жаклен Мартен Фуркад Сімон Детьє Кантен Фійон Майє | 1:18:11.2 (0-0) (0-1) (0-0) (0-0) (1-0) (0-0) (0-2) (0-2) | Норвегія Йоганнес Дале Ерленн Б'єнтегор Тар'єй Бо Ветле Шостад Крістіансен | 1:19:23.4 (0-1) (0-3) (0-2) (0-2) (0-0) (0-1) (0-0) (0-1) | Австрія Домінік Ландертінгер Зімон Едер Фелікс Ляйтнер Юліан Ебергард | 1:19:35.5 (0-0) (0-1) (0-1) (0-0) |

## Жінки
| Гонка:               | Золото:                                                                                            | Час                                           | Срібло:                                                    | Час                                                   | Бронза:                                                          | Час                                                       |
| Спринт 7,5 км        | Тіріль Екгофф Норвегія                                                                             | 18:55.5 (0+0)                                 | Ганна Еберг Швеція                                         | 19:25.2 (0+0)                                         | Доротея Вірер Італія                                             | 19:32.3 (0+0)                                             |
| Переслідування 10 км | Тіріль Екгофф Норвегія                                                                             | 34:08.7 (0+0+1+0)                             | Пауліна Фіалкова Словаччина                                | 34:55.0 (1+0+0+1)                                     | Ганна Еберг Швеція                                               | 35:03.8 (0+1+0+1)                                         |
| Естафета 4х6 км      | Норвегія Каролін Оффігстад Кноттен Інгрід-Ланнмарк Тандреволл Тіріль Екгофф Марте Ольсбу-Рейселанн | 1:08:46.4 (0-2) (0-1) (0-0) (0-2) (0-1) (0-1) | Франція Жулья Сімон Анаїс Бескон Селья Емоньє Жустін Бреза | 1:08:57.1 (0-0)(0-1) (0-0)(0-2) (0-2)(0-0) (0-2)(0-1) | Швейцарія Еліза Гаспарін Селіна Гаспарін Аїта Гаспарін Лена Гекі | 1:09:07.1 (0-0) (0-1) (0-1) (0-2) (0-0) (0-0) (0-0) (0-0) |

## Досягнення
Найкращі особисті результати в кар'єрі
| - Фаб'єн Клод (FRA), 5-е місце в спринті - Філіпп Навтат (GER), 7-е місце в спринті - Апостолос Ангеліс (GRE), 71-е місце в спринті - Едрарс Місе (LAT), 83-е місце в спринті - Богдан Цимбал (UKR), 88-е місце в спринті | - Ганна Сола (BLR), 4-е місце в спринті - Йоганна Скоттгейм (SWE), 4-е місце в переслідуванні - Олена Кручинкіна (BLR), 16-е місце в спринті - Суві Мінккінен (FIN), 29-е місце в переслідуванні - Мікела Каррара (ITA), 55-е місце в спринті |